# Dálnice 38 (Izrael)
Dálnice 38, přesněji spíš Silnice 35 (hebrejsky: כביש 38, Kviš 38) je silniční spojení (nikoliv dálničního typu) v Izraeli.

## Trasa dálnice

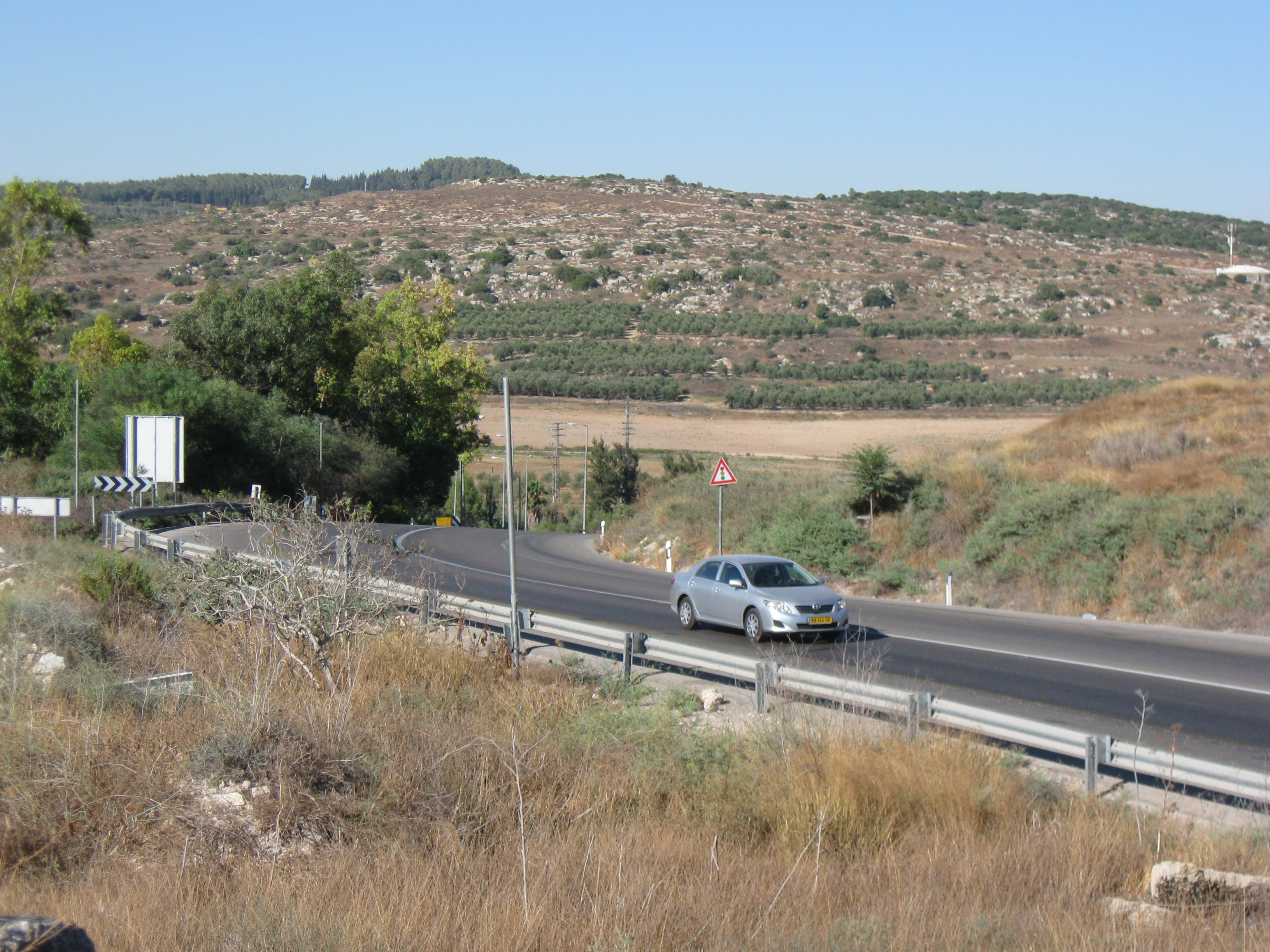
Dálnice číslo 38 poblíž Tel Bejt Šemeš

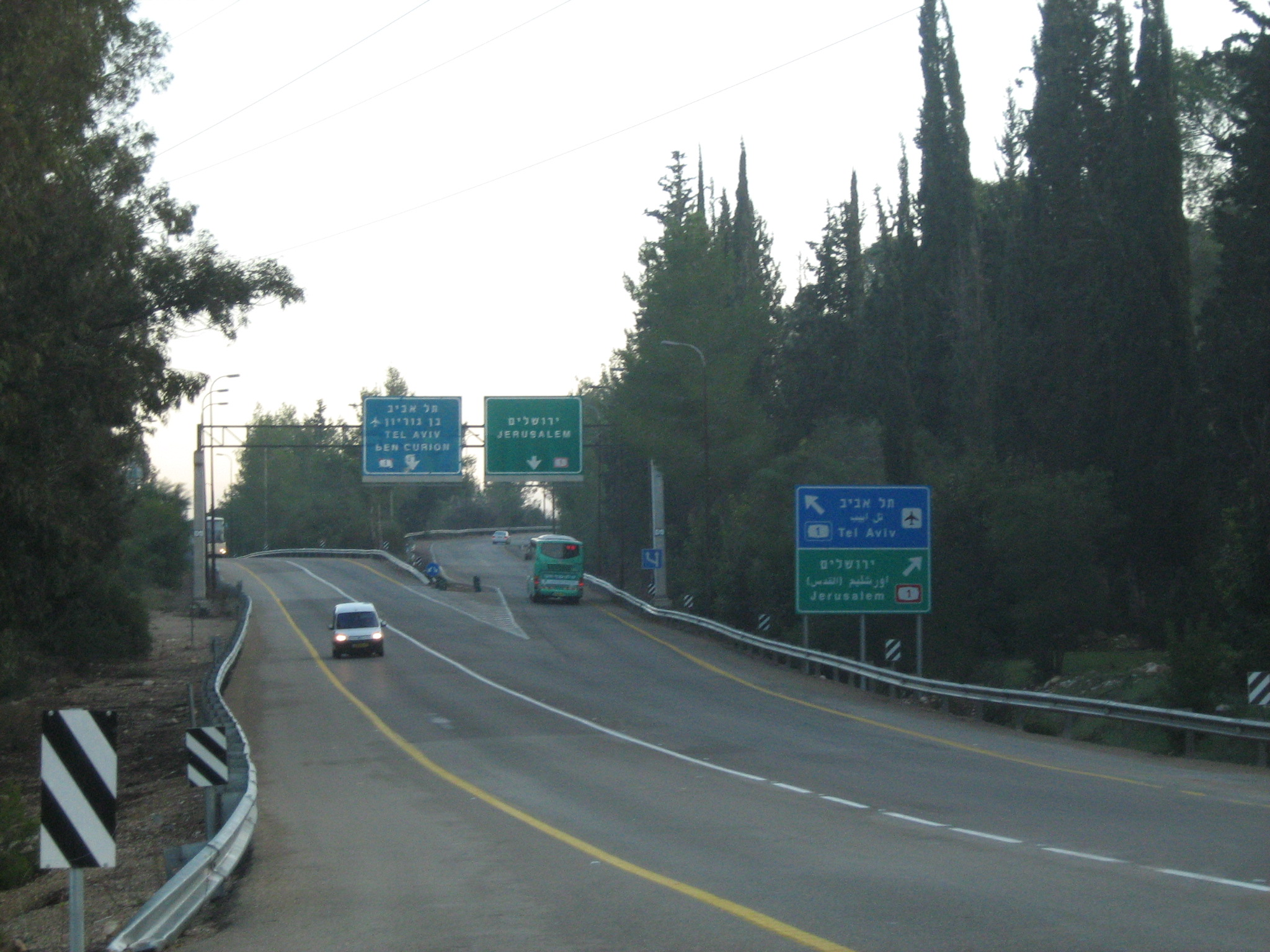
Křížení dálnice číslo 38 s dálnicí číslo 1 v Ša'ar ha-Gaj

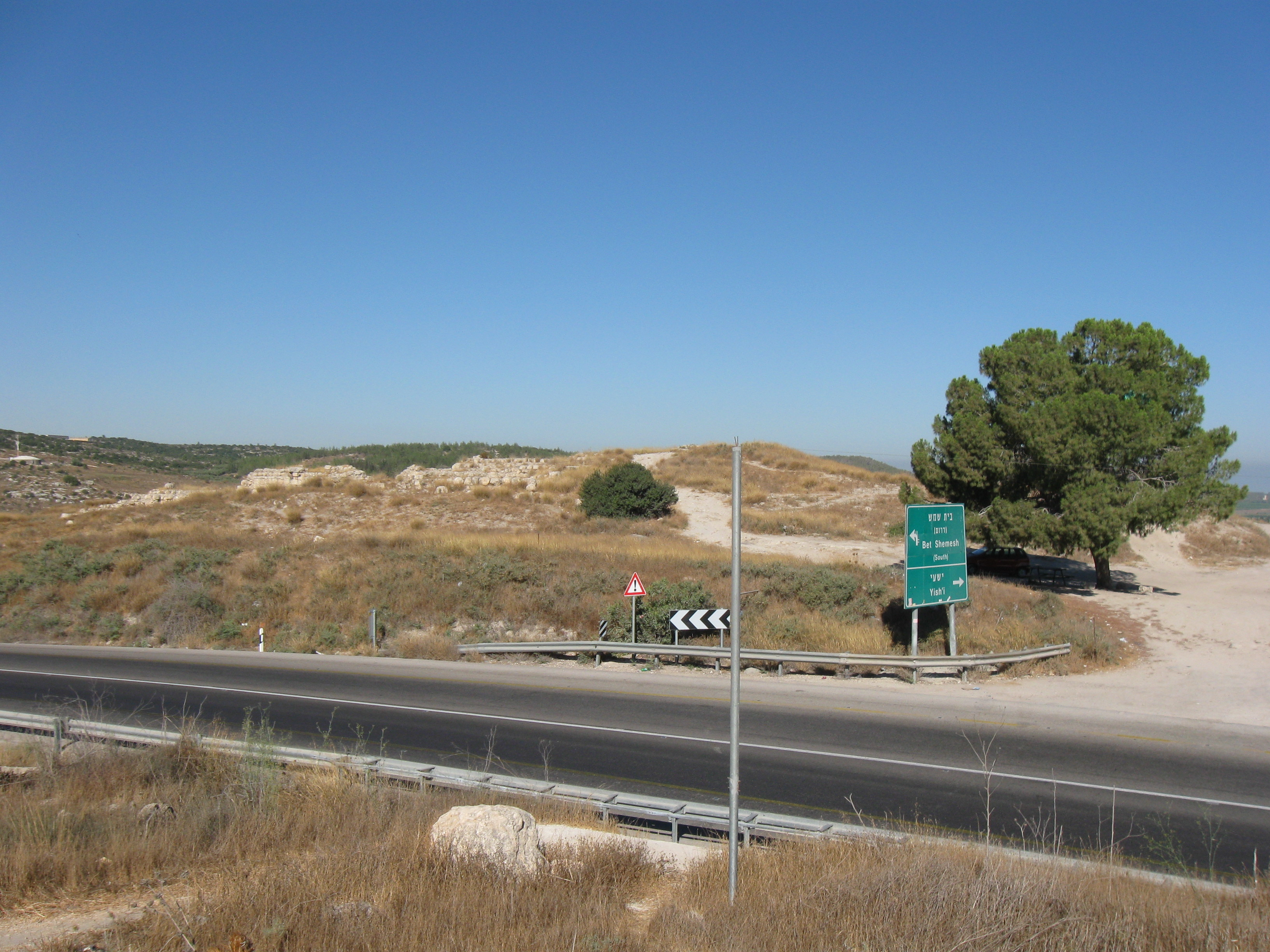
Dálnice číslo 38 poblíž Tel Bejt Šemeš

Začíná u vesnice Bejt Guvrin v zalesněné krajině na pomezí pahorkatiny Šefela a západního okraje Judských hor, kde odbočuje z dálnice číslo 35. Vede pak k severu, přetíná údolí Nachal ha-Ela a ze západní strany míjí město Bejt Šemeš. Pokračuje nadále severním směrem skrz kopcovitou krajinu v Jeruzalémském koridoru. V prostoru soutěsky Ša'ar ha-Gaj (Bab el-Vad) ústí do dálnice číslo 1 z Tel Avivu do Jeruzaléma.
Silnice má vysoký podíl zatáček a nepřehledných úseků. Starosta města Bejt Šemeš Moše Abutbul v březnu 2010 vyzval zástupce izraelského průmyslu, aby ho podpořili v úsilí provést přestavbu této dopravní tepny. Poukazoval na to, že Bejt Šemeš je jediným větším izraelským městem, kam nevede silnice dálničního typu, přičemž město samo v předchozích 15 letech zdvojnásobilo svou populaci. Na silnici dochází často k dopravním nehodám. V červenci 2009 zde například při srážce dvou osobních vozů zemřelo šest lidí.